# Terra di nessuno (film 1985)
Terra di nessuno (No Man's Land) è un film del 1985 diretto da Alain Tanner.